# Johann Ernst Parow

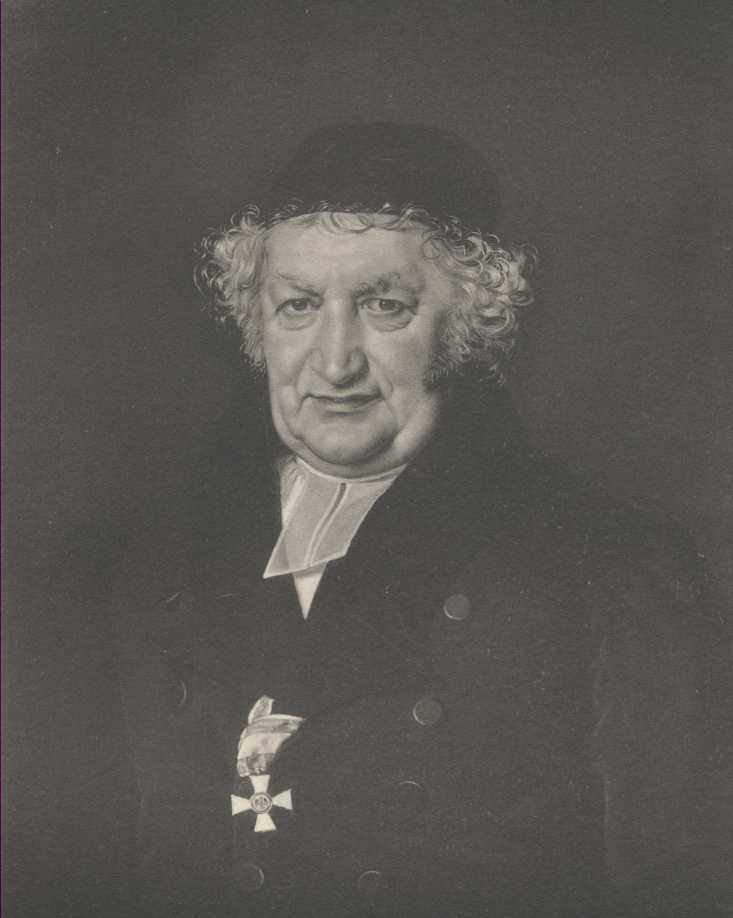
Johann Ernst Parow im Jahre 1833

Johann Ernst Daniel Parow (* 17. Mai 1771 in Wismar; † 19. Februar 1836 in Greifswald) war ein deutscher Theologe und Hochschullehrer.
Johann Ernst Parow war Sohn des Organisten Johann Christoph Parow an der St. Georgenkirche in Wismar. Nach dem Abschluss des Gymnasiums ging er an die Universität Greifswald zum Studium der mathematischen und philosophischen Wissenschaften bei Johann Christoph Muhrbeck. Er hörte theologische Vorlesungen bei Georg Brockmann, Theophilus Coelestinus Piper und Johann Christoph Ziemssen.
Generalsuperintendent Gottlieb Schlegel machte Parow zum Erzieher seiner Kinder und zu seinem Stellvertreter. Parow heiratete Schlegels älteste Tochter.
1795 wurde er zum Magister promoviert. Ein Jahr später stellte die philosophische Fakultät der Universität ihn als Adjunkten ein. 1802 wurde er an der Universität Wittenberg zum Doktor promoviert.
1803 wurde Parow außerordentlicher, zehn Jahre später ordentlicher Professor der Theologie in Greifswald und gleichzeitig Pfarrer an St. Marien. 1814 wurde Johann Ernst Parow zum Rektor der Universität gewählt.
Der älteste Sohn Parows wurde Gymnasiallehrer in Greifswald, starb jedoch 30-jährig nur zwei Jahre nach dem Tod des Vaters.